# Moira (Leicestershire)
Pour les articles homonymes, voir Moira (homonymie).

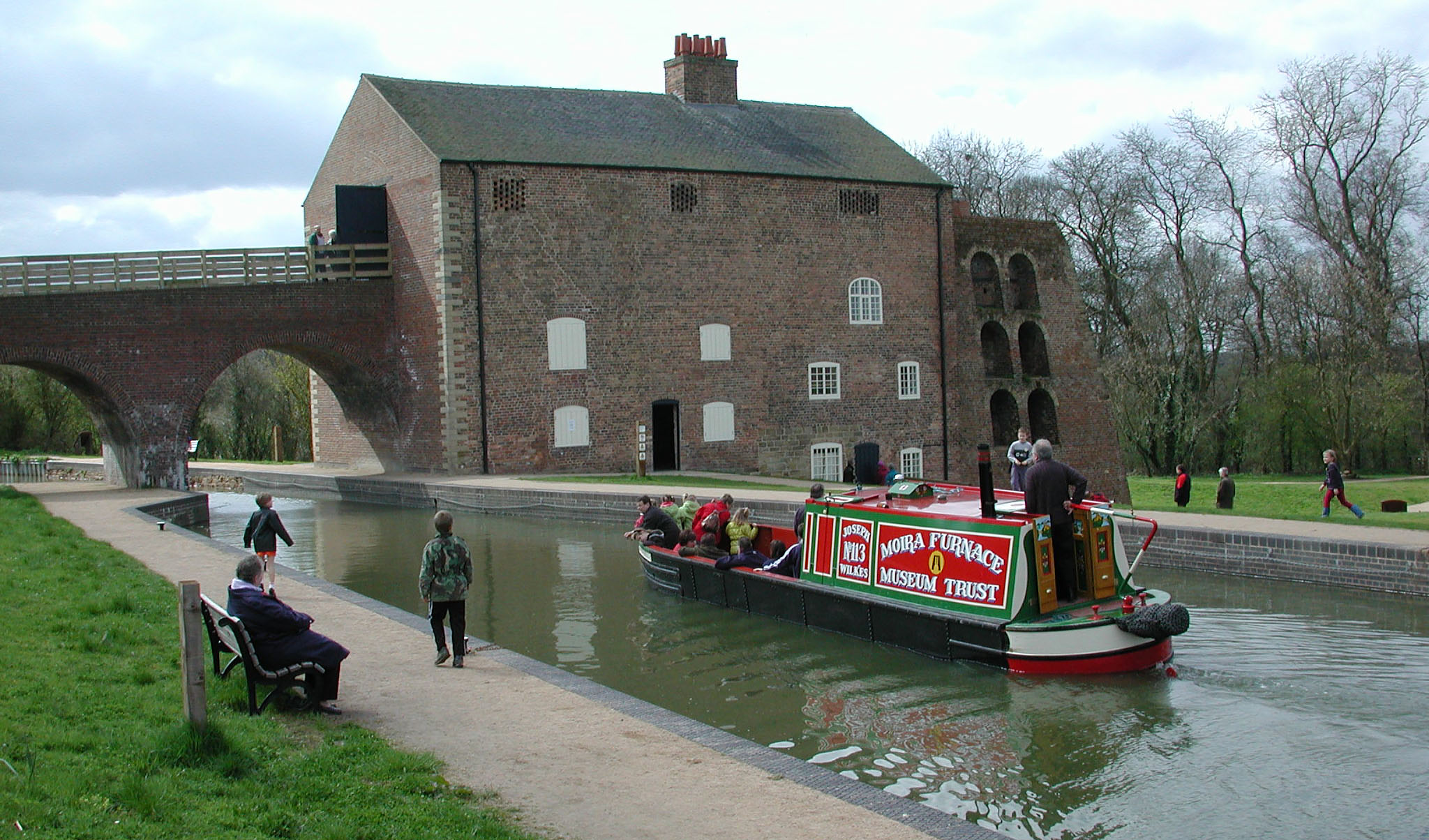
Le fourneau de Moira et le canal d'Ashby.

Moira est un ancien village minier en Angleterre à environ 4 kilomètres au sud-ouest d'Ashby-de-la-Zouch dans le Leicestershire du Nord-Ouest et à 5 kilomètres au sud de Swadlincote. Il se trouve à la limite du Derbyshire. Sa population est inscrite dans les effectifs de la paroisse civile d'Ashby Woulds.
Le Leicestershire du Nord-Ouest était autrefois une région de mines et de carrières, pour l'extraction du charbon, du granite, du calcaire et de l'argile de brique. Son environnement dégradé  a été l'une des raisons pour laquelle il a été choisi comme site de reforestation de la National Forest,  projet environnemental mis en œuvre par le gouvernement pour agrandir la surface de forêts. Les villages proches sont Donisthorpe, Overseal, Oakthorpe et Spring Cottage.

## Étymologie
Le toponyme de Moira dérive du comté irlandais de Moira qui est l'un des titres nobiliaires de la famille Hastings, propriétaire du château d'Ashby de la Zouch. L'ancienne mine de Rawdon, à proximité, porte aussi l'un des noms de cette famille.

## Histoire
Le Midland Railway ouvre sa ligne de Leicester à Burton upon Trent, passant par Moira, en 1845. La gare de Moira dessert le village jusqu'à ce que les British Railways la ferme en 1964. Le bâtiment existe toujours et la ligne demeure en tant que ligne de frêt. La mine de Rawdon a été en activité pendant cent cinquante ans et a fermé au début des années 1990.

## Lieux à visiter et équipements
Le parc de Conkers qui couvre 49 hectares se trouve sur son territoire ; il est intégré au programme de reforestation de la National Forest lancé au milieu des années 1990 et il est situé à l'emplacement de l'ancienne mine. La réserve naturelle de Moira Junction occupe 3,4 hectares de l'ancienne voie ferrée à proximité.
Le fourneau de Moira est un haut fourneau restauré du début du XIXe siècle. Une section de 2,4 kilomètres du canal d'Ashby adjacent au haut fourneau a été également restaurée et remplie, bien qu'elle ne constitue pas une liaison navigable du reste du système à cause de la route A42 qui la traverse. Le fourneau de Moira comprend aussi des ateliers d'artisanat et une petite réserve naturelle.
La Youth Hostels Association dispose à Moira d'une auberge de jeunesse (National Forest youth hostel) et le Camping and Caravanning Club de la National Forest, d'un camping ouvert en 2008. 
Il existe aussi un supermarché en coopérative sur la Shortheath Road, dont la façade a été refaite en 2016. La réserve naturelle de Hicks Lodge se trouve à environ 1,6 kilomètre à l'est du village.

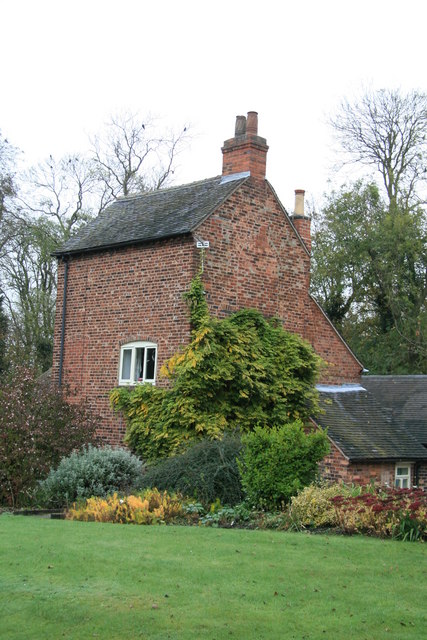
Ancienne maison de pompage à moteur
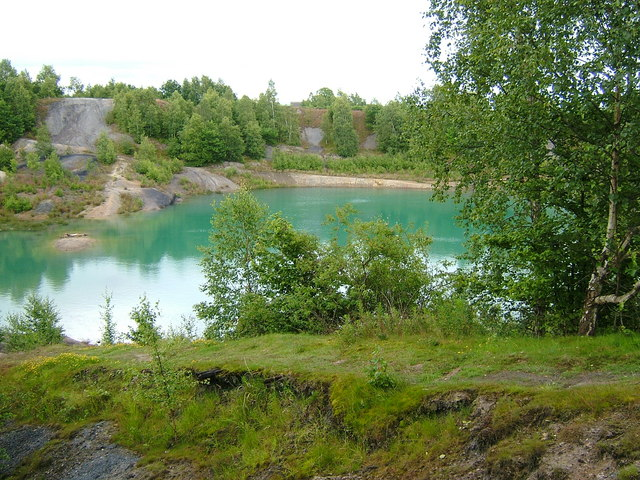
Étang de Bramborough
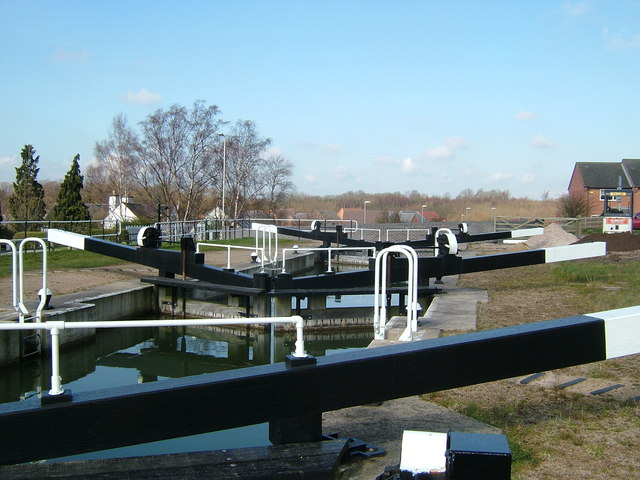
Écluses du canal d'Ashby
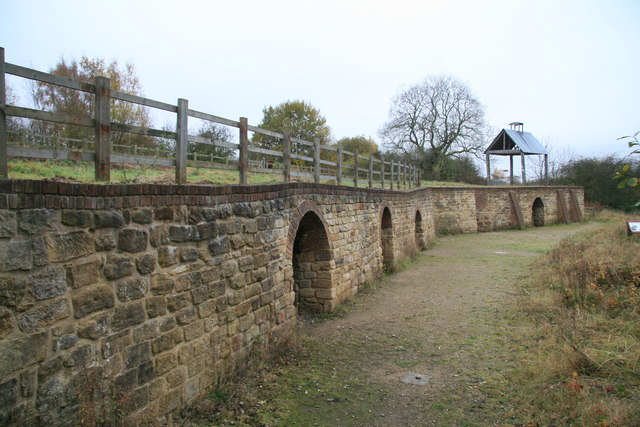
Anciens fours à chaux